# ゆめいろのえのぐ-PaintEmotion-
ゆめいろのえのぐ 〜PaintEmotion〜は、渡辺賢悟（わたなべ けんご）が開発したペイントソフトである。

## 概要
ゆめいろのえのぐ 〜PaintEmotion〜は、作者が東京工科大学在籍中に開発したペイントソフトであり、作者のページにおいては「2Dグラフィックのお絵かきソフト」と紹介されている。YOMIURI PC 2008年1月号フリーソフト10選に選ばれ、総務省東海総合通信局が主催するデジタルアートチャレンジコンテストの指定ソフトとなっている。

## 特徴
ゆめいろのえのぐの大きな特徴は、実際に絵具、絵筆、パレットを使っているのと同様な作業を出来る点にある。これにより微妙な色の強弱を付けたり、絵具の付いた絵筆を延ばし描いていった時に変化していく微妙な描画をソフト上で実現できる。

## 操作方法
ゆめいろのえのぐの画面は、メニューバー、ツールバーなどの上部と、色を作成するパレット、絵具でペイントする紙にあたる部分とに分けられる。左側のパレットで色を作成し、右側のキャンバスに描く。

## 動作環境
- CPU：Intel CPU 500MHz以上（推奨：633MHz以上）
- メモリ：128MB以上（推奨：256MB以上）
- ディスプレイ：フルカラー専用
- 対応入力機器：マウス、タブレット

## 関連
- 東京工科大学
- 水彩画